# Harve
En harve er et jordbearbejdningsredskab, der bruges til at bearbejde jorden på forskellig vis. Harver kan have forskellig udformning og har navn efter deres funktion og opbygning. Eksempelvis fjederharve, tallerkenharve, rotorharve og fingerharve.

## Moderne typer af harver

### Fjederharve
En fjedertandharve med fjedrene tænder/takker benyttes som såbedsharve, ukrudsharve eller som stubharve.

### Tallerkenharve
En tallerkenharve er en harve med tallerkenlignende roterende knivblade, der bearbejder jorden. Denne type harve går relativt let i jorden, behøver begrænset trækkraft og går ikke så dybt i jorden.

### Rotorharve
En rotorharve har knivblade i forskellige former, som roterer ved stor hastighed gennem traktorens kraftoverføring. Rotorharven kan bruges i stedet for en plov, hvormed man sparer at dybdepløje. Den giver dog ikke den samme ukrudtsbekæmpelse som opnås ved dybdepløjning.

### Fingerharve
En fingerharve er en harve med stive tænder, som går lodret i jorden. Den bruges primært til ukrudtsbekæmpelse i kornmarker.

## Historie
Op gennem historien har mange forskellige typer harver været anvendt. Brakharver og lette frøharver fx Almindelige ukrudtsharver har lige, butspidsede, mejseldannede og i tværsnit halvrunde tænder. Svensk-harven indførtes omkring 1840 i dansk landbrug af N.E. Hofman Bang. Svensk-harver medførte en revolution i jordbearbejdningen, idet den erstattede ploven ved forårsbehandlingen forud for såning af korn.
En forbedret og større form er Fogh’s patentharve. Samme tandform som svensk-harven er anvendt i sæddækkeren. Denne harve fik i sidste fjerdedel af 1800-tallet en betydelig udbredelse til nedharvning af bredsået sæd. Fra begyndelsen af 1900-tallet begyndte harver med fjedrende eller elastiske tænder af jern eller stål at brede sig.
Harvens tænder kan være lige og tilspidsede som på fold-harven eller den gamle danske harve, der generationer igennem og indtil midten af 1800-tallet var forbavsende hurtigt og synes foreløbig at fortrænge både sæddækker og svensk-harver. Fjedertands-harven fremstilles i reglen med hjul og kaldes hyppigt "kultivator".